# Campeonato Maranhense de Futebol de 1941
O Campeonato Maranhense de Futebol de 1941 foi a 20º edição da divisão principal do campeonato estadual do Maranhão. O campeão foi o Maranhão que conquistou seu 2º título na história da competição. O artilheiro do campeonato foi Joamir, jogador do Maranhão, com 20 gols marcados.

## Premiação
| Campeonato Maranhense de 1941 |
| São Luís                      |
| ----------------------------- |
| Maranhão Campeão (2º título)  |